# Мёртвые президенты
«Мёртвые президе́нты» (англ. Dead Presidents) — художественный фильм в жанре военной и криминальной драмы.
Сюжет частично основан на воспоминаниях Хейвуда Т. Кирклэнда, отсидевшего срок в тюрьме за ограбление, — его история запечатлена в книге Уоллиса Терри «Кровь: История Вьетнамской войны, рассказанная чернокожими ветеранами».

## Сюжет
Энтони Кёртис (Лоренц Тейт) — чернокожий подросток из Бронкса, в свободное время подрабатывает букмекером подпольного тотализатора, который держит старый бармен Кирби (Кит Дэвид). Окончив школу, Энтони отправляется во Вьетнам со своими друзьями Скипом (Крис Такер) и Хозе. Война меняет Энтони, превращая его из разбитного подростка в жестокого убийцу.
Вернувшись домой, Кёртис пытается наладить жизнь, но кошмары войны не дают ему покоя, а криминальные кварталы родного города не сулят большого будущего. И тогда Кёртис, собрав друзей, решает пойти ва-банк и ограбить инкассаторский броневик, перевозящий «мёртвых президентов» (так на воровском жаргоне называют наличные доллары). Раскрасив лица белой и чёрной красками, злоумышленники устраивают засаду. Во время ограбления гибнут друзья Кёртиса, Делайла и Хозе, ставший в армии пироманьяком, но Кёртису, Скипу и Кирби удаётся скрыться с деньгами, убив несколько охранников и полицейского.
Впрочем, насладиться деньгами они не успевают: их сообщник Клеон — бывший сослуживец Кёртиса и Скипа, когда-то изощрённый садист и убийца, ставший священником — не выдерживает угрызений совести и начинает раздавать наличные на улице, привлекая внимание полиции. Арестованный Клеон быстро выдаёт своих сообщников, и полиция арестовывает Кёртиса и Кирби, тогда как Скип «успевает» умереть от передозировки наркотиков. Судья (Мартин Шин) приговаривает Энтони к 25 годам тюрьмы и на слова адвоката, апеллирующего к военным наградам Кёртиса, отвечает твёрдым отказом. Рассвирепев от кажущейся ему несправедливости, Кёртис швыряет в судью стулом, но охрана вытаскивает его из зала суда, после чего Энтони отправляется в тюрьму.

## Тема
Главной темой фильма являются те трудности, которые испытывают ветераны войн, пытаясь адаптироваться в мирном обществе. Многим участникам Вьетнамской войны было отказано в медицинской помощи, компенсации и наградах. Энтони — не исключение, равно как и его друг Кирби — одноногий ветеран Корейской войны, вынужденный заняться совершением преступлений, чтобы заработать на жизнь.

## В ролях
- Лоренц Тейт — Энтони Кёртис
- Кит Дэвид — Кирби
- Крис Такер — Скип
- Фредди Родригес — Хосе
- Н’Буш Райт — Делия Бенсон
- Роуз Джексон — Хуанита Бенсон
- Элвалетта Гесс — миссис Бенсон
- Майкл Империоли — д’Амброзио
- Дэвид Бэрри Грэй — Девон
- Джеймс Вулветт — лейтенант Дуган
- Дженифер Льюис — миссис Кёртис
- Джеймс Пикенс-мл. — мистер Кёртис
- Клифтон Пауэлл — Катти
- Мартин Шин — судья
- Терренс Ховард — ковбой
- Боким Вудбайн — Клеон
- Элизабет Родригес — Марисоль